# 朴哲雄
朴 哲雄（パク・チョルン、朝鮮語: 박철웅、1912年6月14日 - 1999年1月8日）は、日本統治時代の朝鮮の独立運動家、大韓民国の教育者、公務員、政治家、実業家。朝鮮大学校の共同設立者で第1・4・7代総長、第2・4・5代韓国国会議員（第5代は参議員）。
本貫は密陽朴氏、族譜名は玟洙。漢字表記は朴喆雄とも。父は朝鮮末期の農民戦争に参加した農民軍の朴学俊。実業家の朴誠燮、コラムニストの朴誠賢ら4男3女がいる。

## 経歴
全南高興出身。全州新興学校在学中光州学生運動に参加して全州刑務所に29日間収監された。1941年明治大学政経学部政治科卒。1943年日本高等科法制経済教員免許取得。全羅南道運輸課長、光州夜間大学院設立者、朝鮮大学園設立者・総長、朝鮮大学附属中学院・中学校設立者・校長・理事長、初代・第4・7代朝鮮大学校総長（1948年5月26日～1960年5月26日、1963年11月6日～1980年8月6日、1986年12月2日～1987年12月25日）、光州新報社長、無所属および自由党所属の民議員、無所属の参議員、国際連合韓国協会全南支部長・韓国首席代表、誠実工高技術学校設立者、木浦工業技術校設立者、木浦護国工高校設立者、全羅南道8郡農工技術校設立者、高麗セメント会長を務めた。第5代国会議員在任中、革命立法による公民権制限審査のケースに該当するため、議員職を剥奪された。1980年、新軍部により朝鮮大学校の運営権を剥奪されたが、1982年に理事長に復帰した。その後また総長を務めたが、1987年に学生たちによる退陣デモで再び退任した。
1999年1月8日、ソウル市鍾路区の自宅で老衰により死去。享年87。